# ۸۸۰ (میلادی)
۸۸۰ (میلادی) هشتصد و هشتادمین سال تقویم میلادی است.
‎